# Herrera de Soria
Herrera de Soria è un comune spagnolo di 24 abitanti situato nella comunità autonoma di Castiglia e León.